# Jean de Commercy
 (janvier 2017).
Si vous disposez d'ouvrages ou d'articles de référence ou si vous connaissez des sites web de qualité traitant du thème abordé ici, merci de compléter l'article en donnant les références utiles à sa vérifiabilité et en les liant à la section « Notes et références ».
Jean de Commercy est un architecte du XVe siècle qui a travaillé à Metz avec Thierry de Sierck. Il a contribué à la  cathédrale Saint-Étienne de Metz, ayant supervisé la reconstruction de la chapelle d’Adhémar de Monteil, dite chapelle des évêques en 1440.